# Klaas Boot sr.
Klaas Boot (Oudkarspel, 18 juli 1897 – Bergen (Noord-Holland), 13 mei 1969) was een Nederlands turner.
Hij nam namens zijn land deel aan de Olympische Zomerspelen 1928 in Amsterdam. In de individuele meerkamp eindigde hij op een gedeelde 71e plaats. Hij maakte ook deel uit van de Nederlandse ploeg, die als achtste eindigde, al telde de score van Boot niet mee in de definitieve uitslag. De andere leden van de ploeg waren Pieter van Dam, Mozes Jacobs, Hugo Licher, Elias Melkman, Willibrordus Pouw, Jacobus van der Vinden en Israel Wijnschenk.
De drie zoons van Boot waren allen goede gymnasten. De bekendste was Klaas junior. Sinds diens successen wordt Boot meestal Klaas Boot Senior genoemd.
Hij was aangesloten bij Hercules en later trainer bij De Halter.